# Окочи Лејк (Висконсин)
Окочи Лејк (енгл. Okauchee Lake) насељено је место без административног статуса у америчкој савезној држави Висконсин.

## Демографија
По попису из 2010. године број становника је 4.422, што је 506 (12,9%) становника више него 2000. године.
| Група             | 2000.         | 2010.         |
| Белци             | 3.841 (98,1%) | 4.273 (96,6%) |
| Афроамериканци    | 8 (0,2%)      | 27 (0,6%)     |
| Азијати           | 6 (0,2%)      | 29 (0,7%)     |
| Хиспаноамериканци | 26 (0,7%)     | 59 (1,3%)     |
| Укупно            | 3.916         | 4.422         |